# USTA Billie Jean King National Tennis Center
USTA Billie Jean King National Tennis Center er et tennisanlæg beliggende i Flushing Meadows Park i Flushing, i New York City i bydelen Queens. Grand Slam tennisturneringen US Open bliver afholdt på anlægget hver år i august og september. Ifølge United States Tennis Association er anlægget det næststørste offentlige tennisanlæg i verden. Anlægget rummer 22 tennisbaner og yderliere 11 i den tilstødende park. Alle 33 baner har været belagt med DecoTurf hardcourt-underlag siden anlægget blev etableret i 1978.
Anlægget ligger lige over for Shea Stadium og er åbent for benyttelse i 11 måneder i året (lukket under dårlig vejr og i august/september pga. US Open) mod betaling af 16 $ pr. time.
Den 28. august 2006 blev USTA National Tennis Center genopkaldk som USTA Billie Jean King National Tennis Center. Det er det største og mest prestigefyldte sportsanlæg i verden, som er opkaldt efter en kvinde.